# Campeonato Mundial de Atletismo em Pista Coberta de 2012 - 60 m com barreiras feminino
A prova dos 60 metros com barreiras masculino do Campeonato Mundial de Atletismo em Pista Coberta de 2012 foi disputada entre 9 e 10 de março na Ataköy Athletics Arena em Istambul, na Turquia.

## Recordes
Antes desta competição, os recordes mundiais e do campeonato nesta prova eram os seguintes:
|    | Nome           | Nacionalidade  | Tempo | Local     | Data                    |
| -- | -------------- | -------------- | ----- | --------- | ----------------------- |
| WR | Susanna Kallur | Suécia         | 7s 68 | Karlsruhe | 10 de fevereiro de 2008 |
| CR | Lolo Jones     | Estados Unidos | 7s 72 | Doha      | 13 de março de 2010     |

## Medalhistas
| Ouro                | Prata                | Bronze            |
| Sally Pearson (AUS) | Tiffany Porter (GBR) | Alina Talay (BLR) |

## Cronograma
| Data        | Hora  | Evento    |
| ----------- | ----- | --------- |
| 9 de março  | 17:00 | Bateria   |
| 10 de março | 17:10 | Semifinal |
| 10 de março | 19:45 | Final     |

## Resultados

### Bateria
Qualificação: 4 atletas de cada bateria (Q) mais os  4 melhores qualificados (q).
| Colocação | Bateria | Atleta               | Nacionalidade          | Tempo | Notas  |
| --------- | ------- | -------------------- | ---------------------- | ----- | ------ |
| 1         | 1       | Sally Pearson        | Australia              | 7.85  | Q, AR  |
| 2         | 3       | Tiffany Porter       | Reino Unido            | 8.00  | Q      |
| 3         | 1       | Eline Berings        | Belgium                | 8.08  | Q      |
| 4         | 2       | Alina Talay          | Belarus                | 8.11  | Q      |
| 5         | 4       | Marzia Caravelli     | Italy                  | 8.13  | Q      |
| 6         | 1       | Nikkita Holder       | Canada                 | 8.15  | Q      |
| 7         | 4       | Beate Schrott        | Austria                | 8.16  | Q      |
| 8         | 3       | Sharona Bakker       | Netherlands            | 8.19  | Q      |
| 8         | 1       | Derval O'Rourke      | Ireland                | 8.19  | q      |
| 10        | 3       | Veronica Borsi       | Italy                  | 8.20  | Q      |
| 11        | 3       | Svetlana Topilina    | Russia                 | 8.20  | q      |
| 12        | 3       | Lucie Škrobáková     | Czech Republic         | 8.20  | q      |
| 13        | 3       | Seun Adigun          | Nigeria                | 8.21  | q      |
| 14        | 4       | Sonata Tamošaitytė   | Lithuania              | 8.27  | Q      |
| 15        | 4       | Vanneisha Ivy        | United States          | 8.28  |        |
| 16        | 1       | Aleesha Barber       | Trinidad and Tobago    | 8.35  |        |
| 17        | 1       | Cindy Roleder        | Germany                | 8.35  |        |
| 18        | 2       | Angela Moroșanu      | Romania                | 8.37  | Q      |
| 19        | 2       | Ekaterina Galitskaya | Russia                 | 8.40  | Q      |
| 20        | 4       | Lee Yeon-Kyung       | South Korea            | 8.41  | NR     |
| 21        | 4       | Sun Yawei            | China                  | 8.46  |        |
| DSQ       | 2       | Demetra Arachovití   | Cyprus                 | 8.49  | Doping |
| 23        | 2       | Natalya Ivoninskaya  | Kazakhstan             | 8.49  |        |
| 24        | 4       | Marina Tomić         | Slovenia               | 8.67  |        |
| 25        | 1       | Rosa Rakotozafy      | Madagascar             | 8.74  |        |
| 26        | 3       | Gorana Cvijetić      | Bosnia and Herzegovina | 8.89  |        |
| 27        | 4       | Dipna Lim Prasad     | Singapore              | 9.00  | NR     |
| 28        | 3       | Ghfran Almouhamad    | Syria                  | 9.15  | PB     |
| —         | 2       | Kristi Castlin       | United States          | DNF   |        |
| —         | 2       | Vonette Dixon        | Jamaica                | DNF   |        |
| —         | 1       | Natasha Ruddock      | Jamaica                | DNS   |        |

### Semifinal
Qualificação: 4 atletas de cada bateria (Q).
| Colocação | Bateria | Atleta               | Nacionalidade  | Tempo | Notas |
| --------- | ------- | -------------------- | -------------- | ----- | ----- |
| 1         | 1       | Sally Pearson        | Australia      | 7.93  | Q     |
| 2         | 2       | Alina Talay          | Belarus        | 7.99  | Q, SB |
| 3         | 1       | Eline Berings        | Belgium        | 8.03  | Q, SB |
| 3         | 2       | Tiffany Porter       | Reino Unido    | 8.03  | Q     |
| 3         | 2       | Sonata Tamošaitytė   | Lithuania      | 8.03  | Q, NR |
| 6         | 1       | Nikkita Holder       | Canada         | 8.07  | Q     |
| 7         | 1       | Seun Adigun          | Nigeria        | 8.07  | Q, PB |
| 8         | 2       | Beate Schrott        | Austria        | 8.11  | Q     |
| 9         | 1       | Marzia Caravelli     | Italy          | 8.12  |       |
| 10        | 1       | Derval O'Rourke      | Ireland        | 8.13  | SB    |
| 11        | 2       | Lucie Škrobáková     | Czech Republic | 8.18  |       |
| 12        | 2       | Sharona Bakker       | Netherlands    | 8.18  |       |
| 13        | 2       | Veronica Borsi       | Italy          | 8.18  | PB    |
| 14        | 1       | Angela Moroșanu      | Romania        | 8.24  |       |
| 15        | 1       | Ekaterina Galitskaya | Russia         | 8.26  |       |
| 16        | 2       | Svetlana Topilina    | Russia         | 8.32  |       |

### Final
A final ocorreu dia 10 de março.
| Colocação         | Atleta             | Nacionalidade | Tempo | Notas  |
| ----------------- | ------------------ | ------------- | ----- | ------ |
| Medalha de ouro   | Sally Pearson      | Australia     | 7.73  | WL, AR |
| Medalha de prata  | Tiffany Porter     | Reino Unido   | 7.94  |        |
| Medalha de bronze | Alina Talay        | Belarus       | 7.97  | SB     |
| 4                 | Sonata Tamošaitytė | Lithuania     | 8.03  | NR     |
| 5                 | Eline Berings      | Belgium       | 8.08  |        |
| 6                 | Nikkita Holder     | Canada        | 8.09  |        |
| 7                 | Beate Schrott      | Austria       | 8.12  |        |
| 8                 | Seun Adigun        | Nigeria       | 8.33  |        |

Legenda
| Recorde mundial       | Recorde mundial (World record)               |                       | Recorde africano                      | Recorde africano (African) |                                           | Q | Classificado por posição (Qualified) |
| Recorde do campeonato | Recorde do campeonato (Championship record)  | Recorde da América    | Recorde da América (Americas)         | q                          | Classificado por melhor tempo (Qualified) |   |                                      |
| Melhor marca do ano   | Melhor marca do ano (World leading)          | Recorde asiático      | Recorde asiático (Asian)              | DNS                        | Não largou (Did not start)                |   |                                      |
| Recorde nacional      | Recorde nacional (National record)           | Recorde europeu       | Recorde europeu (European)            | DNF                        | Não terminou (Did not finish)             |   |                                      |
| Recorde pessoal       | Recorde pessoal do atleta (Personal best)    | Recorde da Oceania    | Recorde da Oceania (Oceania)          | DSQ / DQ                   | Desclassificado (Disqualified)            |   |                                      |
| Recorde da temporada  | Recorde da temporada do atleta (Season best) | Recorde sul-americano | Recorde sul-americano (South America) | NM                         | Sem marca (No mark)                       |   |                                      |